# Белцки държавен университет
Белцки държавен университет „Алеку Руссо“ е висше училище в град Белци, Молдова.

## История
Университетът е основан през 1945 г. През 1953 г. е преименуван на „Белцки държавен педагогически институт“ (БГПИ).

## Факултети
- Факултет по инженерство, физика, математика и компютърни науки
- Филологически факултет
- Факултет по чужди езици и литератури
- Факултет по педагогика, психология и социално осигуряване
- Факултет по музика и музикална педагогика
- Юридически факултет
- Факултет по икономика
- Факултет по естествознание и агроекология
- Факултет по журналистика